# سقانفار نوایی‌کلا
سقانفار نوایی کلا مربوط به دوره قاجار است و در شهرستان بابل، بخش لاله آباد، دهستان کاری پی، روستای نوایی کلا واقع شده و این اثر در تاریخ ۹ بهمن ۱۳۸۶ با شمارهٔ ثبت ۲۰۶۶۰ به‌عنوان یکی از آثار ملی ایران به ثبت رسیده است.